# مارتن ميلر
مارتن ميلر (25 سبتمبر 1997 بتارتو في إستونيا - ) هو لاعب كرة قدم إستوني في مركز الوسط.

## وصلات خارجية
- مارتن ميلر على موقع الاتحاد الأوربي (الإنجليزية)
- مارتن ميلر على موقع اتحاد إستونيا (الإنجليزية)
- مارتن ميلر على موقع قاعدة بيانات كرة القدم.إي يو (الإنجليزية)
- مارتن ميلر على موقع ناشيونال فوتبول تيمز (الإنجليزية)
- مارتن ميلر على موقع Soccerway.com (الإنجليزية)